# Aziz Abbes Mouhiidine
Aziz Abbes Mouhiidine est un boxeur italien né le 6 octobre 1998 à Solofra qui évolue dans la catégorie des poids lourds. Vice-champion du monde amateur 2021, il obtient le titre de champion d'Europe en 2022 lors des championnats d'Erevan.

## Biographie
Né d'un père marocain parti en Italie pour suivre des études d'ingénieur et d'une mère italienne, Aziz Abbes Mouhiidine exerce la profession de policier en parallèle de sa carrière sportive dans les rangs amateurs.
En 2021, en finale des championnats du monde de boxe amateur, il est battu aux points (4 à 1) par le double champion olympique cubain Julio César de la Cruz. L'année suivante, il devient champion d'Europe des poids lourds lors des championnats d'Erevan.
Il est médaillé d'or dans la catégorie des poids lourds aux Jeux européens de 2023 à Nowy Targ.